# Kalmar läns södra valkrets
Kalmar läns södra valkrets är beteckningen på två valkretsar som funnits i olika perioder vid val till den svenska riksdagen.

## Första kammaren
I första kammaren var Kalmar läns södra landstingsområde en egen valkrets (Kalmar läns södra valkrets) med fyra mandat mellan 1866 och 1919. Från och med valet 1921 uppgick valkretsen i Kalmar läns och Gotlands läns valkrets.

### Riksdagsmän från valkretsen

#### 1867–1911 (successivt förnyade mandat)
- Johan Arrhenius (1867–1872)
  - Carl Axel Mannerskantz (1873–1883)
    - Johan Sandberg, prot 1888–1901 (1884–1901)
      - Christopher Rappe, prot (1902–1906)
        - Ossian Berger, mod 1908–1911 (1907–1911)

- Magnus Björnstjerna (1867–1875)
  - Gustaf Ulfsparre (1876–1882)
    - Lars Magnus Carlsson (1883–1888)
      - Carl Birger Hasselrot, prot 1889–1909, fh 1910 (1889–1910)
        - Rudolf Kjellén (1911)

- Johan Fredrik Caspersson (1867–1875)
  - Johan Magnus Lindgren (1876–1880)
    - Nils Peter Ljunggren (1/1–9/4 1881)
      - Arvid Posse (1882–1890)
        - Johan Jeansson (1891–1895)
          - Gustaf Walin, prot (1896–1907)
            - Carl Gustaf Hult, prot 1908–1909, fh 1910–1911 (1908–1911)

- Adam Christian Raab (1867–1872)
  - Leonard Dahm (1873–1883)
    - Alfred Malmström (1884–1886)
      - Per Samzelius, prot 1888–1895 (1887–1895)
        - Melcher Ekströmer, prot 1896–1909, fh 1910–1911 (1896–1911)

I september 1911 hölls för första gången val med den proportionella valmetoden. I november 1911 hölls val igen (Förstakammarvalet i Sverige 1911) efter första kammarens upplösning av kungen, och de ledamöter valda i septembervalet är inte med i den här listan.

#### 1912–1917
- Carl Boberg, n
- Rudolf Kjellén, n
- Klas Malmborg, n
- Valerius Olsson, n

#### 1918–lagtima riksmötet 1919
- Carl Boberg, n
- John Jeansson, n
- Alexander Emanuel Schyller, n
- Karl Stenström, lib s

#### Urtima riksmötet 1919–1921
- Carl Boberg, n
- John Jeansson, n
- Petrus Nilsson, jfg
- Gustaf Malmberg, s

## Andra kammaren
I andra kammaren var Kalmar läns södra valkrets en egen valkrets i riksdagsvalen 1911–1920. I valet 1911 och båda valen 1914 hade valkretsen sex mandat, men från och med valet 1917 minskades antalet till fem. Från och med andrakammarvalet 1921 uppgick valkretsen i Kalmar läns valkrets.

### Riksdagsmän under mandatperioderna

#### 1912–första riksmötet 1914
- Pehr August Andersson, lmb
- John Jeansson, lmb
- Per Olof Lundell, lmb
- Carl Olsson, lib s
- Enok Runefors, lib s
- Karl Magnusson, s

#### Andra riksmötet 1914
- Pehr August Andersson, lmb
- Wilhelm Andersson, lmb
- John Jeansson, lmb
- Per Olof Lundell, lmb
- Carl Olsson, lib s
- Karl Magnusson, s

#### 1915–1917
- Pehr August Andersson, lmb
- Wilhelm Andersson, lmb (1915–1916)
  - Petrus Nilsson, lmb (1917)
- John Jeansson, lmb
- David Norman, lmb
- Enok Runefors, lib s
- Karl Magnusson, s

#### 1918–1920
- Pehr August Andersson, lmb
- Axel Bökelund, lmb
- David Norman, lmb
- Enok Runefors, lib s
- Karl Magnusson, s

#### 1921
- Pehr August Andersson, lmb
- John Falk, lmb
- David Norman, lmb
- Carl Johanson, bf
- Karl Magnusson, s